# Stenobothrus rufescens
Stenobothrus rufescens är en insektsart som först beskrevs av Hans Ström 1783.  Stenobothrus rufescens ingår i släktet Stenobothrus och familjen gräshoppor. Inga underarter finns listade i Catalogue of Life.